# (8145) Валуйки
(8145) Валуйки (лат. Valujki) — типичный астероид главного пояса, открыт 5 сентября 1983 года советским астрономом Людмилой Журавлёвой в Крымской астрофизической обсерватории и 9 марта 2001 года назван в честь города Валуйки.

## Обнаружение и именование
(8145) Валуйки
Открыт 5 сентября 1983 года в Крымской астрофизической обсерватории Л. В. Журавлёвой.
Основанный в 1593 году как южная крепость Московского государства небольшой русский городок Валуйки является центром Валуйского района Белгородской области. Расположен в живописном месте недалеко от слияния рек Валуй и Оскол. Город железнодорожников и работников пищевой промышленности.
Оригинальный текст (англ.)8145 Valujki
Discovered 1983 Sept. 5 by L. V. Zhuravleva at the Crimean Astrophysical Observatory.
The small Russian town of Valujki, founded in 1593 as a southern fortress of the Moscow State, is the center of the Valujki district of the Belgorod region. Located at a picturesque place near the confluence of the Valuj and Oskol rivers, it is a town of railwaymen and of workers in the food industry.
Источники: 20010309/MPCPages.arc; M.P.C. 42357.

## Орбита

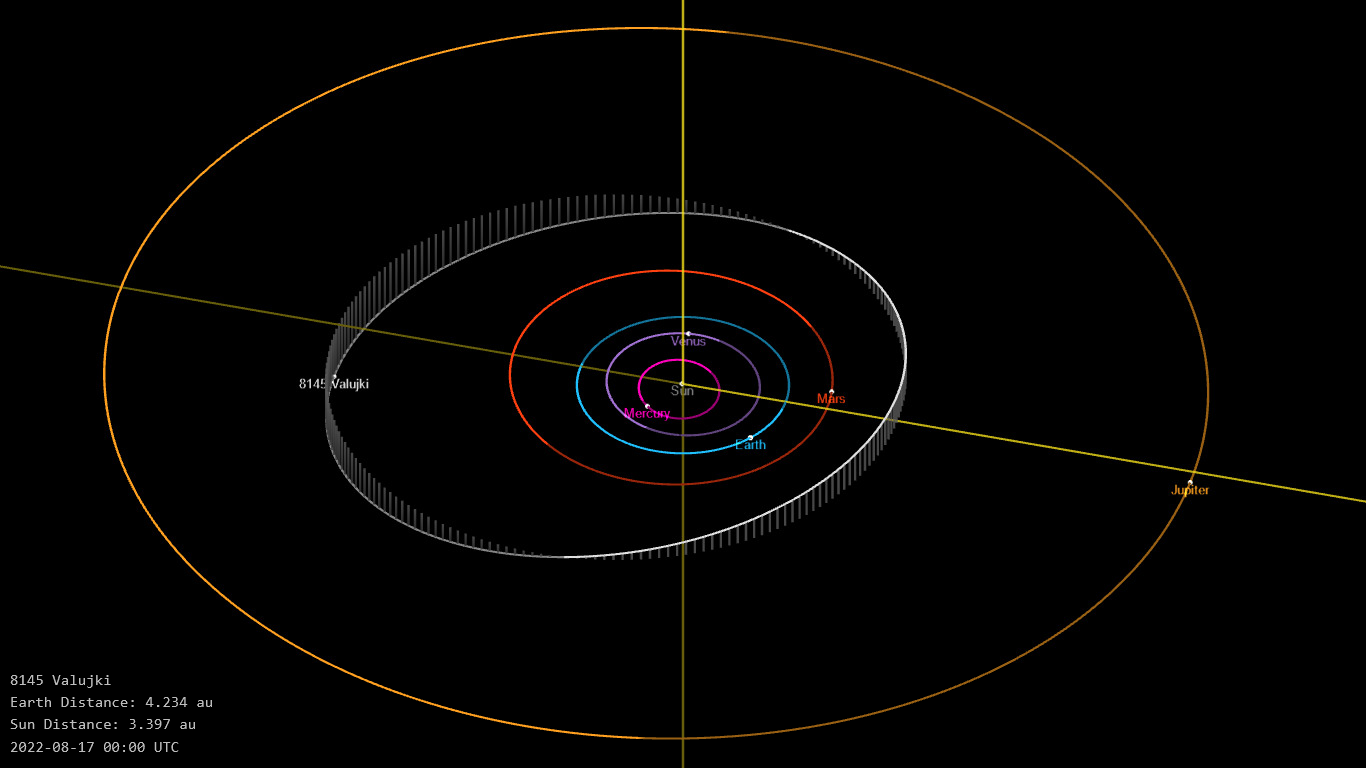
Орбита астероида Валуйки и его положение в Солнечной системе

## Физические характеристики
Из наблюдений телескопа VISTA следует, что астероид относится к таксономическому классу S.
По результатам наблюдений в видимом и ближнем инфракрасном диапазоне космического телескопа NEOWISE диаметр астероида оценивался равным 7,031±0,183 км и 6,10±1,76 км. Согласно тем же источникам альбедо оценивается как 0,3259±0,0434, 0,33±0,19 и 0,326±0,043.